# 丹特维尔
丹特维尔（法語：Dinteville，法語發音：[dɛ̃tvil]）是法国上马恩省的一个市镇，属于肖蒙区。

## 地理
丹特维尔（48°1'55"N, 4°47'46"E）面积15.46 平方千米，位于法国大東部大區上马恩省，该省份为法国东北部内陆省份，北起马恩省和默兹省，西接奥布省，西南接科多尔省，东南接上索恩省，东临孚日省。
与丹特维尔接壤的市镇（或旧市镇、城区）包括：奥布河畔朗蒂、拉特勒塞-奥布河畔奥尔穆瓦、锡尔瓦鲁夫尔、沙托维兰。

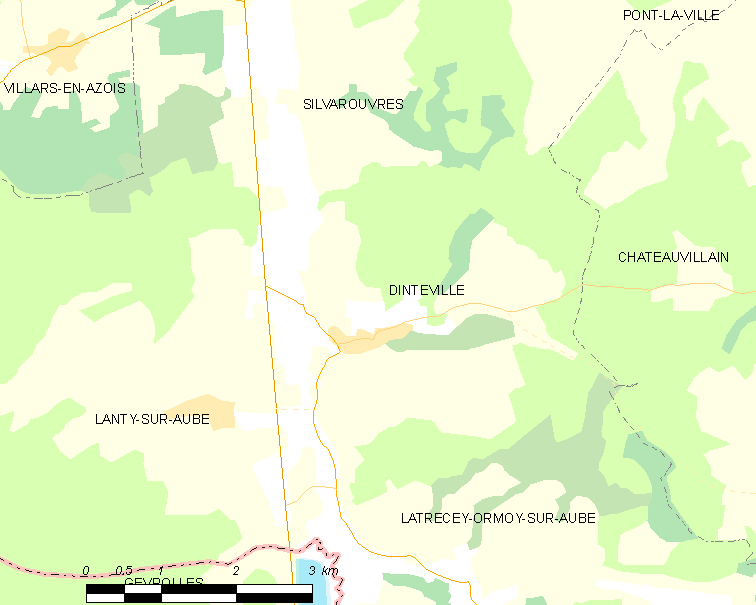
丹特维尔的OSM定位图

丹特维尔的时区为UTC+01:00、UTC+02:00（夏令时）。

## 行政
丹特维尔的邮政编码为52120，INSEE市镇编码为52168。

## 政治
丹特维尔所属的省级选区为沙托维兰县。

## 人口

1962-2008年间丹特维尔人口变化图示

丹特维尔于2022年1月1日时的人口数量为66人。